# Feliks Steuer

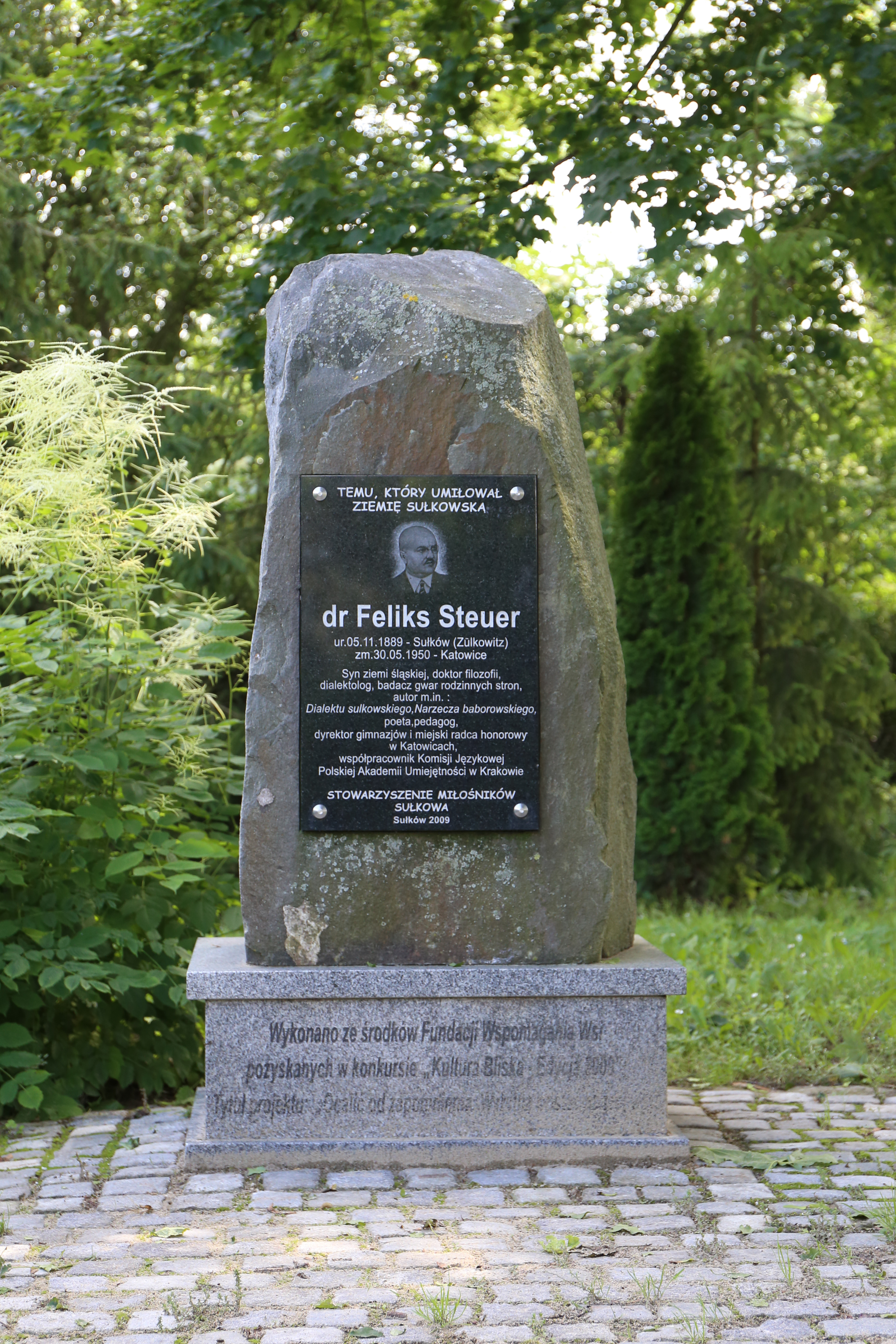
Il memoriale di Feliks Steuer a Sułków

Feliks Steuer (Sułków, 5 novembre 1889 – Katowice, 30 maggio 1950) è stato un linguista, insegnante e scrittore polacco, creatore di saggi in lingua slesiana nonché dell'alfabeto che porta il suo nome.

## Biografia
Dopo i primi studi in Polonia e in Austria, si dedicò all'insegnamento, e nello stesso tempo allo studio della lingua slesiana. Partecipò alla prima guerra mondiale, nella quale al seguito di un ferimento in campo gli venne amputata una gamba. Di ritorno dalla guerra, continuò l'insegnamento. Nel 1925 divenne direttore del collegio comunale "Copernico" di Katowice, ma iniziarono i suoi primi scritti sulla lingua slesiana e sui vari dialetti. Molto interessante fu la creazione dell'alfabeto che porta il suo nome, dapprima adoperato per il dialetto sulcoviano, poi esteso alla lingua slesiana. Interessante la sua produzione di poesie in lingua slesiana e nel dialetto sulcoviano edite già dal 1935. Il suo lavoro ora è promosso e molto apprezzato dalla Pro Loquela Silesiana. Morì nel 1950 a Katowice, ma per sua volontà venne sepolto a Baborów, nella cappella di San Giuseppe.

## Opere e scritti
- 1929 - O zachowaniu narzecza górnośląsko-polskiego
- 1932 - Branickie podreci
- 1934 - Dialekt sułkowski
- 1935 - Ostatńi gwojźdźaurz
- 1935 - Z naszej źymjy ślůnskej
- 1937 - Narzecze baborowskie